# Roodbekwever
De roodbekwever (Quelea quelea) is een Afrikaanse wevervogel. De soort wordt beschouwd als de meest voorkomende wilde vogelsoort, met een geschatte populatie van maximaal anderhalf miljard dieren.

## Kenmerken
De vogel is gemiddeld 12 centimeter lang en weegt 15 tot 26 gram. De vogel is zo groot als een huismus en heeft een relatief korte staart. In de broedtijd heeft het mannetje een rode snavel en heeft een zwart masker. Rond het zwart op de kop zijn de veertjes strogeel op de kruin en verder op de borst en buik. Verder is de vogel van boven lichtbruin met zware duidelijke strepen. Het vrouwtje en het mannetje buiten de broedtijd is zandkleurig bruin met streepjes op de rug. Het mannetje houdt de rode snavel, bij het vrouwtje is de snavel soms roze. De poten zijn vleeskleurig.

## Leefwijze
De vogels leven in groepen. Ze vormen grote zwermen die zich samen voeden en zich twee keer op een dag naar een waterplek begeven. Voor ze 's avonds gaan roesten vormen de zwermen spectaculaire formaties. Graszaden zijn hun belangrijkste voedselbron, maar ze eten ook bladen van zachtbladige planten. Een vogels eet ongeveer 15 gram zaad per dag. Tijdens het broedseizoen staan ook insecten op het menu.

### Voortplanting
Broeden vindt plaats in kolonies. De mannetjes vlechten een nest in een boom, dat behoorlijk sterk van structuur is en moeilijk toegankelijk. De ingang is tamelijk nauw en iets schuin omlaag gericht. Er worden 2 tot 3 eieren gelegd. Deze komen na 12 dagen uit. De jongen worden door beide ouders grootgebracht met insecten en vliegen na 12 tot 14 dagen uit. Vrouwtjes kunnen meerdere legsels per jaar voortbrengen.

## Verspreiding en leefgebied
De soort telt drie ondersoorten:
- Q. q. quelea: van Mauritanië, Senegal en Gambia tot het zuidelijke deel van Centraal-Tsjaad en de noordelijke Centraal-Afrikaanse Republiek.
- Q. q. aethiopica: van Soedan tot Somalië, noordoostelijk Zambia en Tanzania.
- Q. q. lathamii: van Gabon, Congo-Brazzaville en Angola tot Malawi en Mozambique en zuidelijk Zuid-Afrika.

Het leefgebied bestaat uit savannes, steppen maar steeds vaker ook landbouwgronden, meestal in laagland of tussen de 500 en 1500 m boven de zeespiegel. De vogel is overwegend standvogel, maar er zijn ook massale verplaatsingen bekend over honderden tot duizenden kilometers. De vogels verplaatsen zich dan naar gebieden met regen, waar de grassen zaad beginnen dragen.

### Status
De grootte van de wereldpopulatie is niet nauwkeurig gekwantificeerd, maar de vogel is mogelijk de meest voorkomende vogelsoort op aarde, die soms als een plaag wordt beschouwd. Broedkolonies worden door boeren bestreden met gif en vuur. Ook worden jaarlijks vele miljoenen vogels gevangen en gebruikt als voedsel. Tijdens het broeden worden nesten geroofd door andere dieren zoals slangen, ooievaars, apen en mangoesten. Men veronderstelt echter dat de aantallen stabiel zijn, door het vermogen van de vogels om zich snel voort te planten. Om deze reden staat de roodbekwever als niet bedreigd op de Rode Lijst van de IUCN.